# Liste der Biografien/Og
Liste der Biografien |
Portal Biografien |
Personensuche
# |
A |
B |
C |
D |
E |
F |
G |
H |
I |
J |
K |
L |
M |
N |
O |
P |
Q |
R |
S |
T |
U |
V |
W |
X |
Y |
Z |
?
 
Oa |
Ob |
Oc |
Od |
Oe |
Of |
Og |
Oh |
Oi |
Oj |
Ok |
Ol |
Om |
On |
Oo |
Op |
Oq |
Or |
Os |
Ot |
Ou |
Ov |
Ow |
Ox |
Oy |
Oz
Die Liste der Biografien führt alle Personen auf, die in der deutschsprachigen Wikipedia einen Artikel haben. Dieses ist eine Teilliste mit 444 Einträgen von Personen, deren Namen mit den Buchstaben „Og“ beginnt.

## Og
- Og, König der Amurriter, Person im fünften Buch Mose
- OG Keemo (* 1993), deutscher RapperOG Keemo (* 1993)

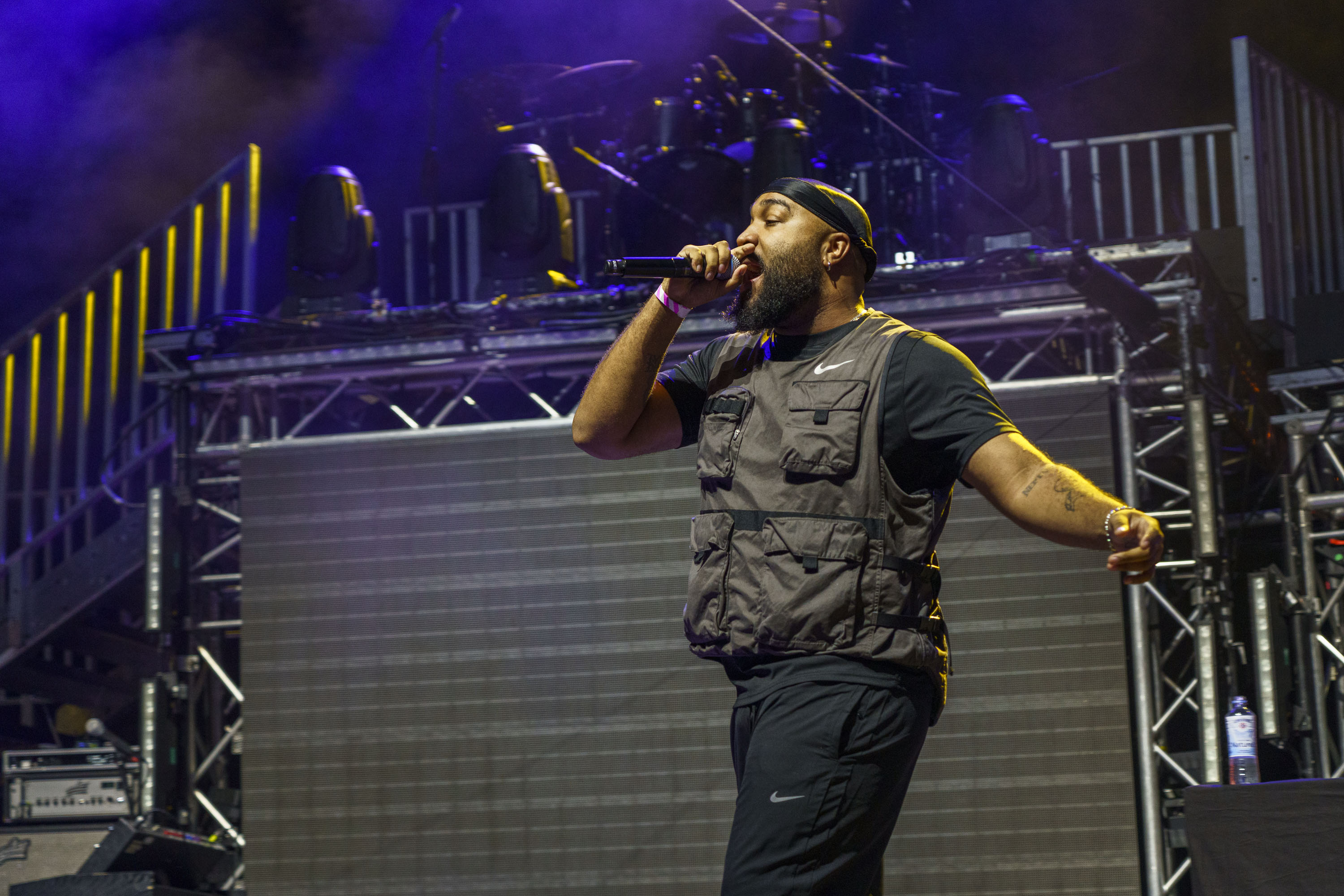
OG Keemo (* 1993)

- OG Maco (1992–2024), US-amerikanischer Rapper
- Óg Ó hAilpín, Seán (* 1977), irisch-fidschianischer Hurling- und Gaelic Football-Spieler

### Oga
- Ōga, Norio (1930–2011), japanischer Unternehmer
- Ōga, Risako (* 1997), japanische Fußballspielerin
- Øgaard, Leif (* 1952), norwegischer Schachgroßmeister
- Øgaard, Philip (* 1948), norwegischer Kameramann
- Ogaba, Peter (1974–2016), nigerianischer Fußballspieler
- Ogah, Usman Ari, nigerianischer Diplomat
- Ogai, Dmitri (* 1960), sowjetischer Fußballspieler und kasachischer Fußballtrainer
- Ōgaki, Yūki (* 2000), japanischer Fußballspieler
- O’Gallagher, John (* 1964), US-amerikanischer Jazzmusiker
- Ōgami, Tomoaki (* 1970), japanischer Fußballspieler
- Ogan, Bernd (1942–2019), deutscher Pädagoge und Publizist
- Ogan, George (* 1938), nigerianischer Drei- und Weitspringer
- Ogan, İsmail (1933–2022), türkischer Ringer
- Oğan, Sinan (* 1967), türkischer Politiker, Wirtschafts- und Politikwissenschaftler
- Ogando, Alexander (* 2000), dominikanischer Sprinter
- Oganesiani, Dawit (* 1997), georgischer Eishockeyspieler
- Oganesiani, Gia (* 1989), georgischer Eishockeyspieler
- Oganesjan, Juri Zolakowitsch (* 1933), sowjetischer und russischer Kernphysiker
- Oganessjan, Stepan Iwanowitsch (* 2001), russischer Fußballspieler
- Ogannisjan, Owik Gajkowitsch (* 1992), russischer Boxer
- Ogar, Jolanta (* 1982), polnisch-österreichische SeglerinJolanta Ogar (* 1982)

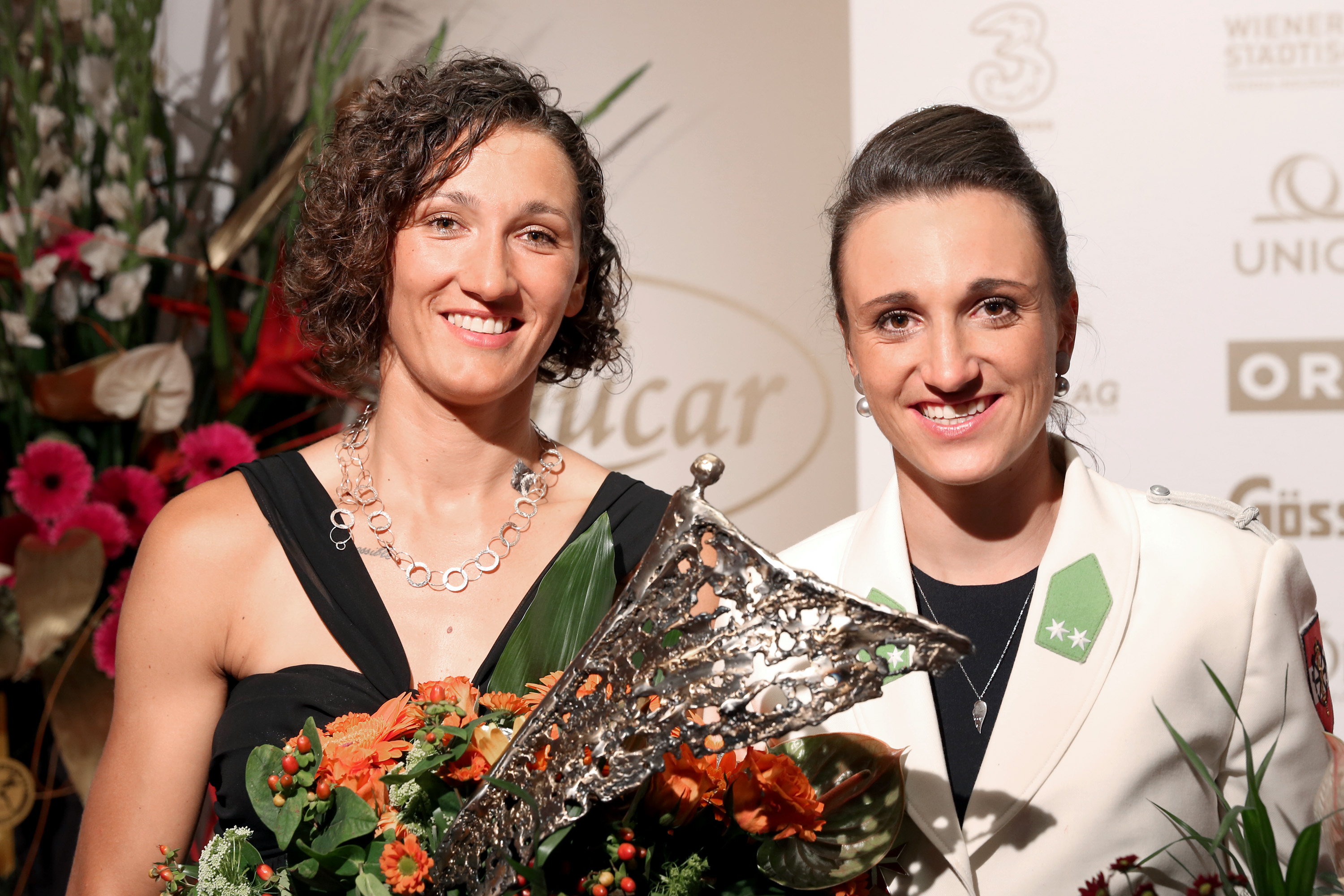
Jolanta Ogar (* 1982)

- O’Gara, Cutbert Martin (1886–1968), kanadischer Geistlicher
- O’Gara, Kyle (* 1995), US-amerikanischer Automobilrennfahrer
- O’Gara, Rob (* 1993), US-amerikanischer Eishockeyspieler
- O’Gara, Ronan (* 1977), irischer Rugby-Union-Spieler
- Ogăraru, George (* 1980), rumänischer Fußballspieler
- Ogarjow, Nikolai Platonowitsch (1813–1877), russischer Revolutionär und Publizist
- Ogarkow, Alexander Alexandrowitsch (* 1987), russischer Biathlet
- Ogarkow, Nikolai Wassiljewitsch (1917–1994), sowjetischer Militär, Marschall der SowjetunionNikolai Wassiljewitsch Ogarkow (1917–1994)

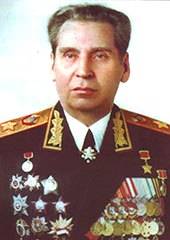
Nikolai Wassiljewitsch Ogarkow (1917–1994)

- Ogarkowa, Julija Arturowna (* 1994), russische Tennisspielerin
- O’Garro, Lenford (* 1965), vincentischer Leichtathlet
- O’Garro, Taeco (* 2001), antiguanischer Dreispringer
- Ogasawara, Chiaki (* 1963), japanische Jazzsängerin
- Ogasawara, Keisuke (* 1996), japanischer Fußballspieler
- Ogasawara, Kenshō (* 1995), japanischer Fußballspieler
- Ogasawara, Liliko (* 1972), US-amerikanische Judoka
- Ogasawara, Mitsuo (* 1979), japanischer Fußballspieler
- Ogasawara, Nagashige (1650–1732), japanischer Daimyo
- Ogasawara, Yūsei (* 1988), japanischer Fußballspieler
- Ogashiwa, Tsuyoshi (* 1998), japanischer Fußballspieler
- Ogata, Akari (* 1990), japanische Judoka
- Ogata, Akira (1887–1978), japanischer Chemiker
- Ogata, Gekkō (1859–1920), japanischer Maler und Holzschnittkünstler
- Ogata, Haine (* 1993), japanische Tennisspielerin
- Ogata, Ken (1937–2008), japanischer Schauspieler
- Ogata, Kenzan (1663–1743), japanischer Töpfer und Maler
- Ogata, Kōan (1810–1863), japanischer Mediziner
- Ogata, Koreyoshi (1843–1909), japanischer Mediziner
- Ogata, Kōrin (1658–1716), japanischer Maler und Lackkünstler
- Ogata, Megumi (* 1965), japanische Seiyū und J-Pop-Sängerin
- Ogata, Sadako (1927–2019), japanische Hochschullehrerin und UN-Diplomatin
- Ogata, Shunsaku (1748–1810), japanischer Mediziner, Pionier der Variolation im frühneuzeitlichen Japan
- Ogata, Taketora (1888–1956), japanischer Journalist und Politiker
- Ogata, Tomosaburō (1883–1973), japanischer Pathologe
- Ogata, Tsuyoshi (* 1973), japanischer Marathonläufer
- Ogata, Yoshiko, japanische mathematische Physikerin
- Ogata, Yoshiyuki (* 1998), japanischer Sportkletterer
- Ogawa, Akira (* 1982), japanische Politikerin
- Ogawa, Carlton (1934–2006), kanadischer Ruderer
- Ogawa, Chise (* 1984), japanische Mangaka
- Ogawa, Daiki (* 1991), japanischer Fußballspieler
- Ogawa, Daiki (* 2003), japanischer Hürdenläufer
- Ogawa, Etsushi (* 1969), japanischer Manga-Zeichner
- Ogawa, Heikichi (1870–1942), japanischer Politiker
- Ogawa, Hiroshi (* 1944), japanischer Skilangläufer
- Ogawa, Hiroshi (1949–2021), japanischer Politiker
- Ogawa, Hitoshi (1956–1992), japanischer Autorennfahrer
- Ogawa, Ito (* 1973), japanische Schriftstellerin, Liedtexterin und Übersetzerin
- Ogawa, Kaisei (* 2001), japanischer Fußballspieler
- Ogawa, Katsuya (* 1963), japanischer Politiker
- Ogawa, Kazumasa (1860–1929), japanischer Fotograf
- Ogawa, Kazusa (* 1997), sehbehinderte, japanische Judoka
- Ogawa, Keijirō (* 1992), japanischer Fußballspieler
- Ogawa, Keisuke (* 1986), japanischer Fußballspieler
- Ogawa, Ken’ichi (* 1988), japanischer Boxer im Superfedergewicht
- Ogawa, Kōki (* 1997), japanischer Fußballspieler
- Ogawa, Kunio (1927–2008), japanischer Schriftsteller
- Ogawa, Masaki (* 1975), japanischer Fußballspieler
- Ogawa, Masaki (* 1999), japanischer Fußballspieler
- Ogawa, Masataka (1865–1930), japanischer Chemiker
- Ogawa, Mataji (1848–1909), japanischer General
- Ogawa, Megumi (* 1980), japanische Fußballspielerin
- Ogawa, Mimei (1882–1961), japanischer Schriftsteller
- Ogawa, Naoki (* 1995), japanischer Fußballspieler
- Ogawa, Naoya (* 1968), japanischer Wrestler, Mixed-Martial-Arts-Kämpfer und Judoka
- Ogawa, Noriko (* 1962), japanische Pianistin
- Ogawa, Ryōya (* 1996), japanischer Fußballspieler
- Ogawa, Seiichi (* 1970), japanischer Fußballspieler
- Ogawa, Seiji (* 1934), japanischer Biophysiker
- Ogawa, Shiho (* 1988), japanische Fußballspielerin
- Ogawa, Shiho (* 2003), japanischer Fußballspieler
- Ogawa, Shinsuke (1935–1992), japanischer Dokumentarfilm-Regisseur
- Ogawa, Shota (* 1998), japanischer Ringer
- Ogawa, Sora (* 1999), japanischer Fußballspieler
- Ogawa, Suison (1902–1964), japanischer Maler der Nihonga-Richtung
- Ogawa, Takashi (* 1952), japanischer Flötist
- Ogawa, Takuji (1870–1941), japanischer Geologe und Geograph
- Ogawa, Takumi (* 1987), japanischer Fußballspieler
- Ogawa, Tomoko (1951–2019), japanische Go-Spielerin
- Ogawa, Toshihiko, japanischer Jazzpianist
- Ogawa, Toshio (* 1948), japanischer Politiker
- Ogawa, Usen (1868–1938), japanischer Maler
- Ogawa, Yōko (* 1962), japanische Schriftstellerin
- Ogawa, Yoshizumi (* 1984), japanischer Fußballspieler
- Ogawa, Yūdai (* 1996), japanisch-kambodschanischer Fußballspieler
- Ogawa, Yukiko (* 1975), japanische Forscherin für Materialwissenschaften
- Ogay, Antoine (* 1958), Schweizer Jazzmusiker (Kontrabass) und Tontechniker
- Ogaz, Guillermo, chilenischer Fußballspieler
- Ogaza, Roman (1952–2006), polnischer Fußballspieler
- Ogazi, Samuel (* 2006), nigerianischer Sprinter

### Ogb
- Ogbah, Emmanuel (* 1993), nigerianisch-US-amerikanischer American-Football-Spieler
- Ogbaidse, Schalwa (* 2002), georgischer Fußballspieler
- Ogbe, Kenneth (* 1994), deutscher Basketballspieler
- Ogbeche, Bartholomew (* 1984), nigerianischer Fußballspieler
- Ogbeifo, Ruth (* 1972), nigerianische Gewichtheberin
- Ogbemudia, Samuel (1932–2017), nigerianischer Offizier und Politiker
- Ogbevoen, Lucky (* 2000), österreichischer American-Football-Spieler
- Ogbevoen, Precious (* 1995), österreichischer American-Football-Spieler
- Ogbidi, Theo (* 2001), deutscher FußballspielerTheo Ogbidi (* 2001)

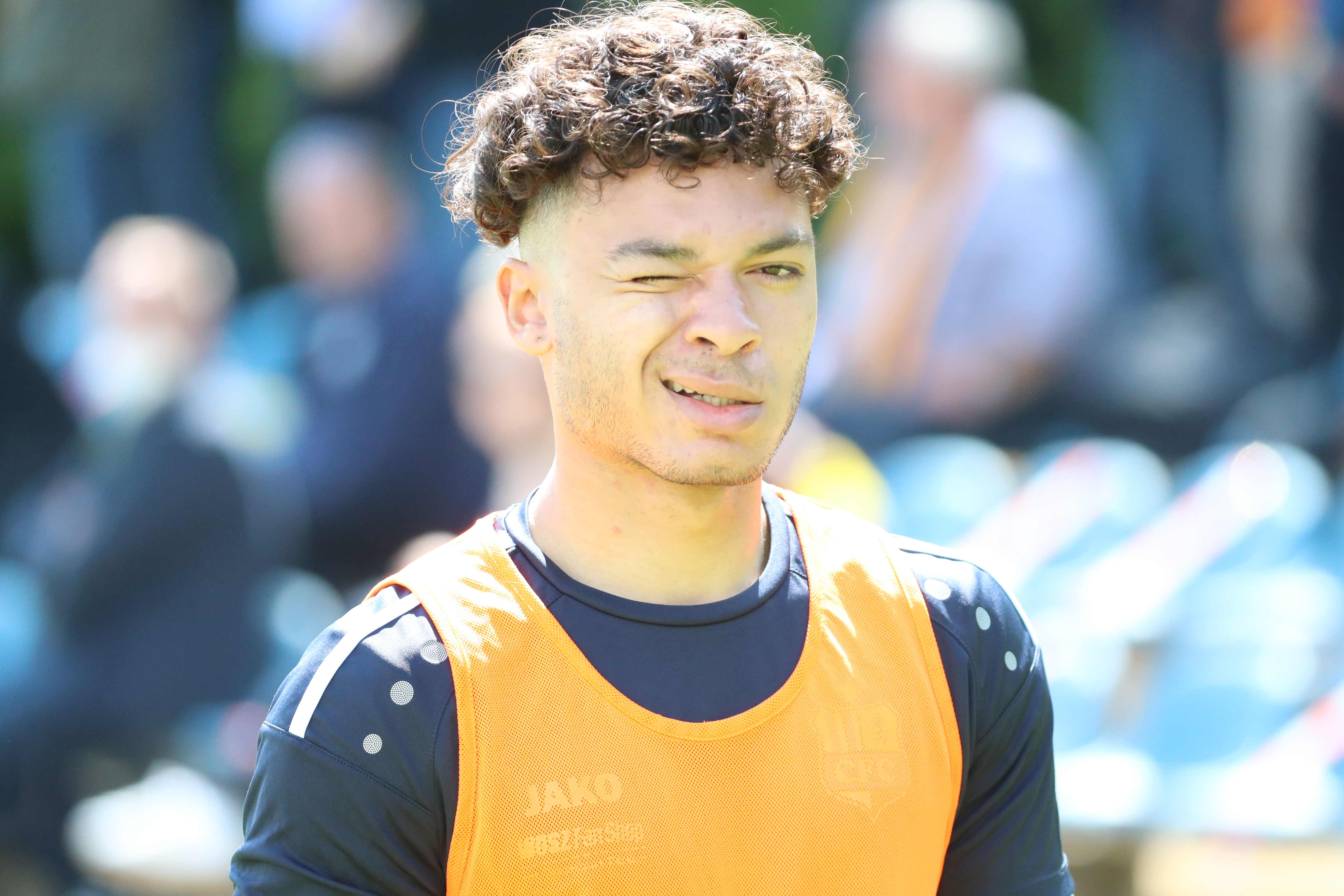
Theo Ogbidi (* 2001)

- Ogbogu, Chiaka (* 1995), US-amerikanische Volleyballspielerin
- Ogboh, Emeka (* 1977), nigerianischer Video- und Klangkünstler
- Ogbonna Managwu, Euzébius Chinekezy (* 1959), tschadischer Geistlicher, katholischer Bischof von Port-Gentil
- Ogbonna Okobo, Francis Emmanuel (* 1936), nigerianischer Geistlicher, emeritierter römisch-katholischer Bischof von Nsukka
- Ogbonna, Angelo (* 1988), italienischer Fußballspieler
- Ogbonna, Glory (* 1998), nigerianische Fußballspielerin
- Ogbonna, Ibezito (* 1983), nigerianischer Fußballspieler
- Ogbu, Derick (* 1990), nigerianischer Fußballspieler
- Ogbu, John (1939–2003), nigerianisch-US-amerikanischer Anthropologe und Intelligenzforscher
- Ogbuinya, Obande Festus (* 1965), nigerianischer Richter
- Ogburn, William Fielding (1886–1959), US-amerikanischer Soziologe
- Ogbus, Bruno (* 2005), schweizerisch-nigerianischer Fussballspieler

### Ogd
- Ogden, Aaron (1756–1839), US-amerikanischer Senator und Gouverneur von New Jersey
- Ogden, Ben (* 2000), US-amerikanischer Skilangläufer
- Ogden, Charles F. (1873–1933), US-amerikanischer Politiker
- Ogden, Charles Kay (1889–1957), britischer Sprachwissenschaftler und Schriftsteller
- Ogden, Courtney (* 1972), australischer Triathlet
- Ogden, David A. (1770–1829), US-amerikanischer Jurist und Politiker
- Ogden, David W. (* 1953), US-amerikanischer Jurist
- Ogden, Henry Warren (1842–1905), US-amerikanischer Politiker
- Ogden, Jonathan (* 1974), US-amerikanischer American-Football-Spieler
- Ogden, Katharine (* 1997), US-amerikanische Skilangläuferin
- Ogden, Matthias (1754–1791), General der Kontinentalarmee im Amerikanischen Unabhängigkeitskrieg
- Ogden, Peter Skene († 1854), kanadischer Trapper und Forschungsreisender
- Ogden, Ralph (* 1948), US-amerikanischer Basketballspieler und Trainer in Deutschland
- Ogden, Randall A., US-amerikanischer Offizier, Generalmajor der US Air Force
- Ogden, Ray W. (* 1943), britischer Mathematiker und Ingenieurwissenschaftler
- Ogden, Schubert M. (1928–2019), US-amerikanischer methodistischer Theologe
- Ogden, William Butler (1805–1877), US-amerikanischer Politiker
- Ogdon, John (1937–1989), englischer Pianist und Komponist

### Oge
- Ogé, Vincent († 1791), Rebell auf Hispaniola
- Ogedegbe, Best (1954–2009), nigerianischer Fußballspieler
- Ögedei Khan († 1241), Mongolenherrscher
- Ögelman, Kadri (1906–1986), türkischer Schauspieler, Kabarettist, Filmproduzent und Filmregisseur
- Øgendahl, Mick (* 1973), dänischer Komiker, Schauspieler, Synchronsprecher und Drehbuchautor
- Ogens, Matthew, US-amerikanischer Film- und Fernsehregisseur
- Oger, Claudine Nicole Yvonne (1941–2019), französische Schauspielerin
- Öger, Nina (* 1974), deutsche Unternehmerin
- Öger, Vural (* 1942), deutscher Unternehmer und Politiker (SPD), MdEPVural Öger (* 1942)

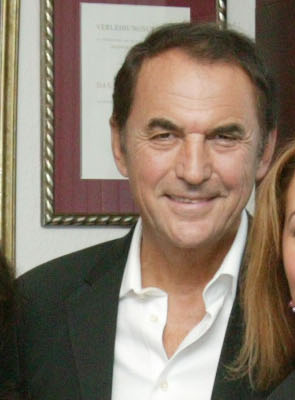
Vural Öger (* 1942)

- Ogerman, Claus (1930–2016), deutsch-amerikanischer Komponist und Arrangeur
- Ogertschnig, Michael (1846–1926), österreichischer Porträtmaler
- Ogescu, Simona (* 2002), rumänische Tennisspielerin
- Ogette, Tupoka (* 1980), deutsche Autorin, Beraterin, Antirassismus-Aktivistin

### Ogg
- Ogg, Alan (1967–2009), US-amerikanischer Basketballspieler
- Ogg, Andrew (* 1934), US-amerikanischer Mathematiker
- Ogg, Frederic Austin (1878–1951), US-amerikanischer Politikwissenschaftler und Hochschullehrer
- Ogg, Jacques (* 1948), niederländischer Cembalist
- Ogg, Steven (* 1973), kanadischer Schauspieler und SynchronsprecherSteven Ogg (* 1973)

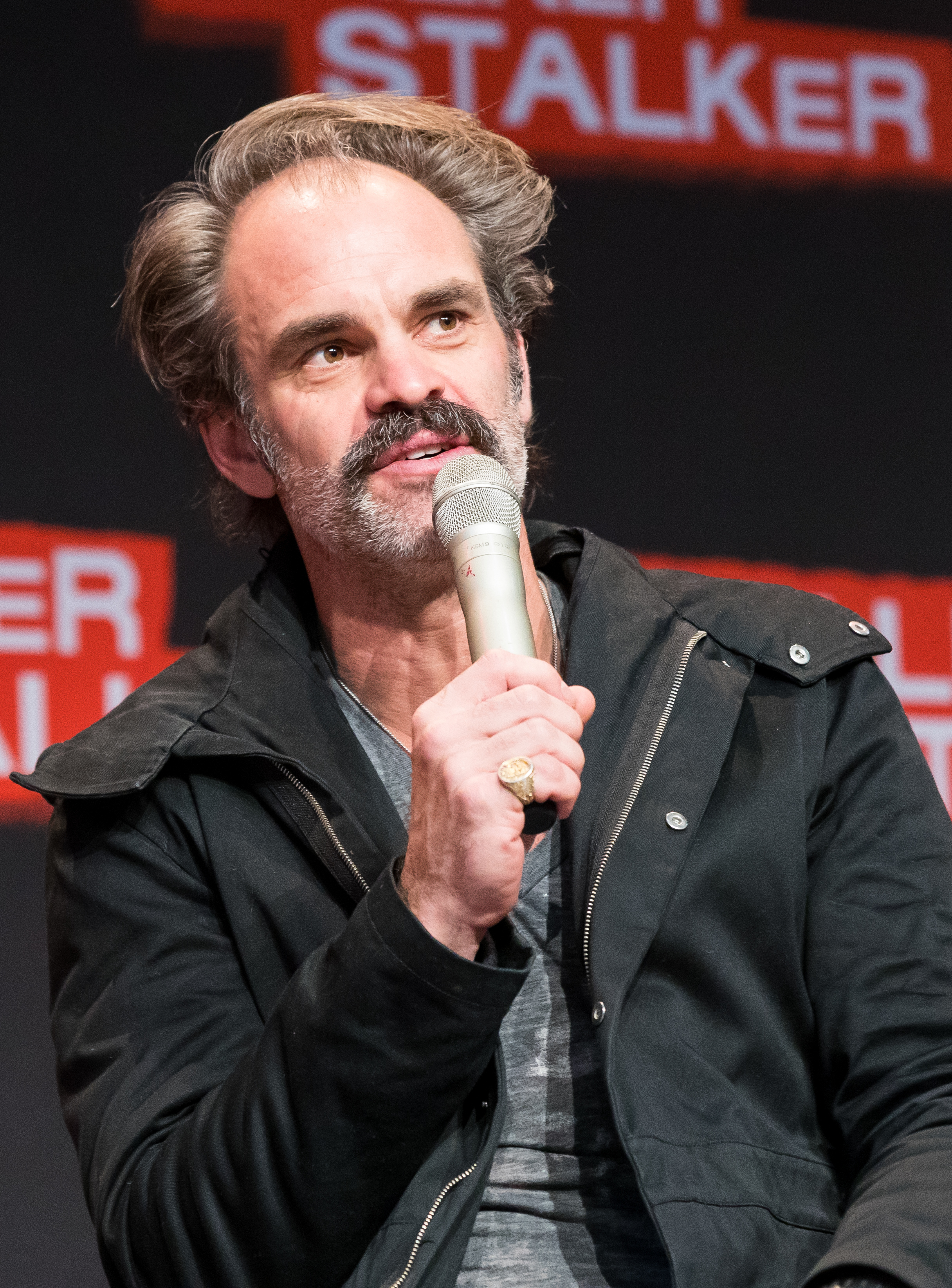
Steven Ogg (* 1973)

- Oggenfuss, Andreas (* 1978), Schweizer Sprinter
- Ogger, Günter (* 1941), deutscher Journalist
- Oggeri, Delphine (* 1973), französische Skibergsteigerin
- Oggero, Margherita (* 1940), italienische Schriftstellerin
- Oggier, Luc (* 1989), Schweizer Sänger
- Oggioni, Giulio (1916–1993), italienischer Geistlicher, Bischof von Bergamo

### Ogh
- Oghenebrume, Godson (* 2003), nigerianischer Sprinter

### Ogi
- Ogi, Adolf (* 1942), Schweizer Politiker (SVP)
- Ogi, Aritatsu (* 1942), japanischer Fußballspieler
- Ōgi, Chikage (1933–2023), japanische Politikerin und Schauspielerin
- Ogi, Kōta (* 1983), japanischer Fußballspieler
- Ogier, Bulle (* 1939), französische Theater- und Filmschauspielerin
- Ogier, Charles (1595–1654), französischer Gesandtschaftssekretär und Tagebuchautor
- Ogier, Émile (1862–1932), französischer Politiker
- Ogier, Florent (* 1989), französischer Fußballspieler
- Ogier, François (1597–1670), französischer Theologe und Literaturkritiker
- Ogier, Pascale (1958–1984), französische Schauspielerin
- Ogier, Sébastien (* 1983), französischer RallyefahrerSébastien Ogier (* 1983)

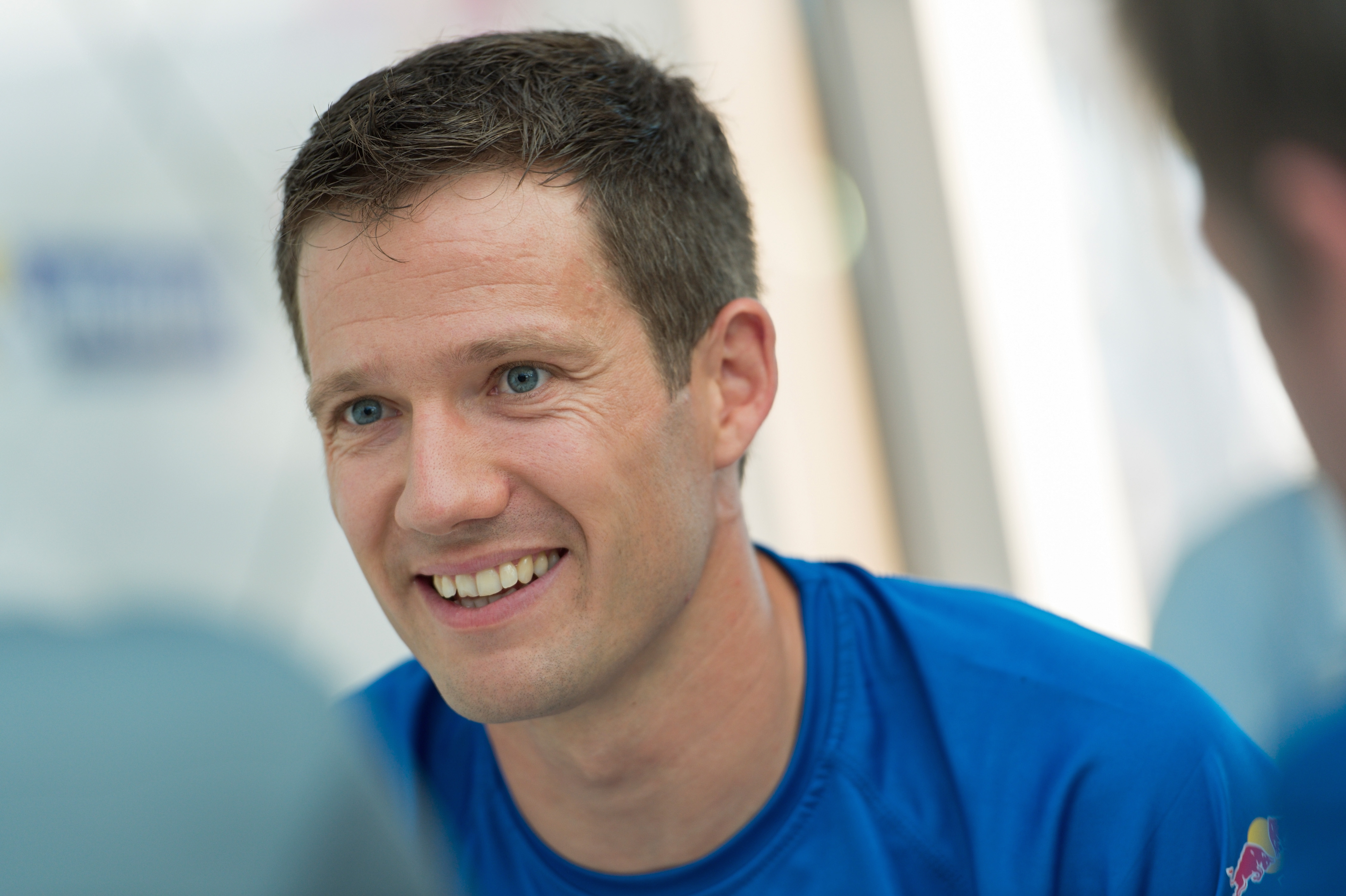
Sébastien Ogier (* 1983)

- Ogier, Willem (1618–1689), flämischer Dichter und Schulmeister
- Ogiermann, Helmut (1910–1995), deutscher Philosoph
- Ogiermann, Otto (1912–2005), deutscher römisch-katholischer Ordenspriester, Zeithistoriker und Autor
- Ogigami, Naoko (* 1972), japanische Filmregisseurin und Drehbuchautorin
- Ōgihara, Takahiro (* 1991), japanischer Fußballspieler
- Ogijenko, Walentina Witaljewna (* 1965), sowjetisch-russische Volleyballspielerin und -trainerin
- Ogilby, James Douglas (1853–1925), irisch-australischer Ichthyologe
- Ogilby, John (1600–1676), Tanzmeister, Schauspieldirektor, Übersetzer, Dichter, Buchhändler, Verleger, Drucker, königlicher Zeremonienmeister und Kosmograph
- Ogilby, William († 1873), irischer Barrister und Naturforscher
- Ogilvie Farquharson, Marian Sarah (1846–1912), britische Botanikerin
- Ogilvie, Albert (1890–1939), australischer Politiker
- Ogilvie, Brian (1954–2004), kanadischer Jazzmusiker
- Ogilvie, Bruce C. (1920–2003), amerikanischer Sportpsychologe
- Ogilvie, Flynn (* 1993), australischer Hockeyspieler
- Ogilvie, John († 1615), Mönch im Jesuitenorden und Märtyrer der katholischen Kirche
- Ogilvie, Marilyn Bailey (* 1936), US-amerikanische Wissenschaftshistorikerin
- Ogilvie, Martin (* 1946), britischer Automobilkonstrukteur, Ingenieur und Autodesigner
- Ogilvie, Richard B. (1923–1988), US-amerikanischer Politiker, Gouverneur von Illinois
- Ogilvie, Robert Maxwell (1932–1981), schottischer Altphilologe
- Ogilvie, William Henry (1869–1963), schottisch-australischer Dichter und Pferdezüchter
- Ogilvie-Forbes, George (1891–1954), britischer Diplomat
- Ogilvie-Grant, William Robert (1863–1924), schottischer Ornithologe
- Ogilvy, Alexander, 7. Lord Banff († 1771), schottischer Adliger
- Ogilvy, Alexandra (* 1936), britische Adlige, Mitglied der Britischen KönigsfamilieAlexandra Ogilvy (* 1936)

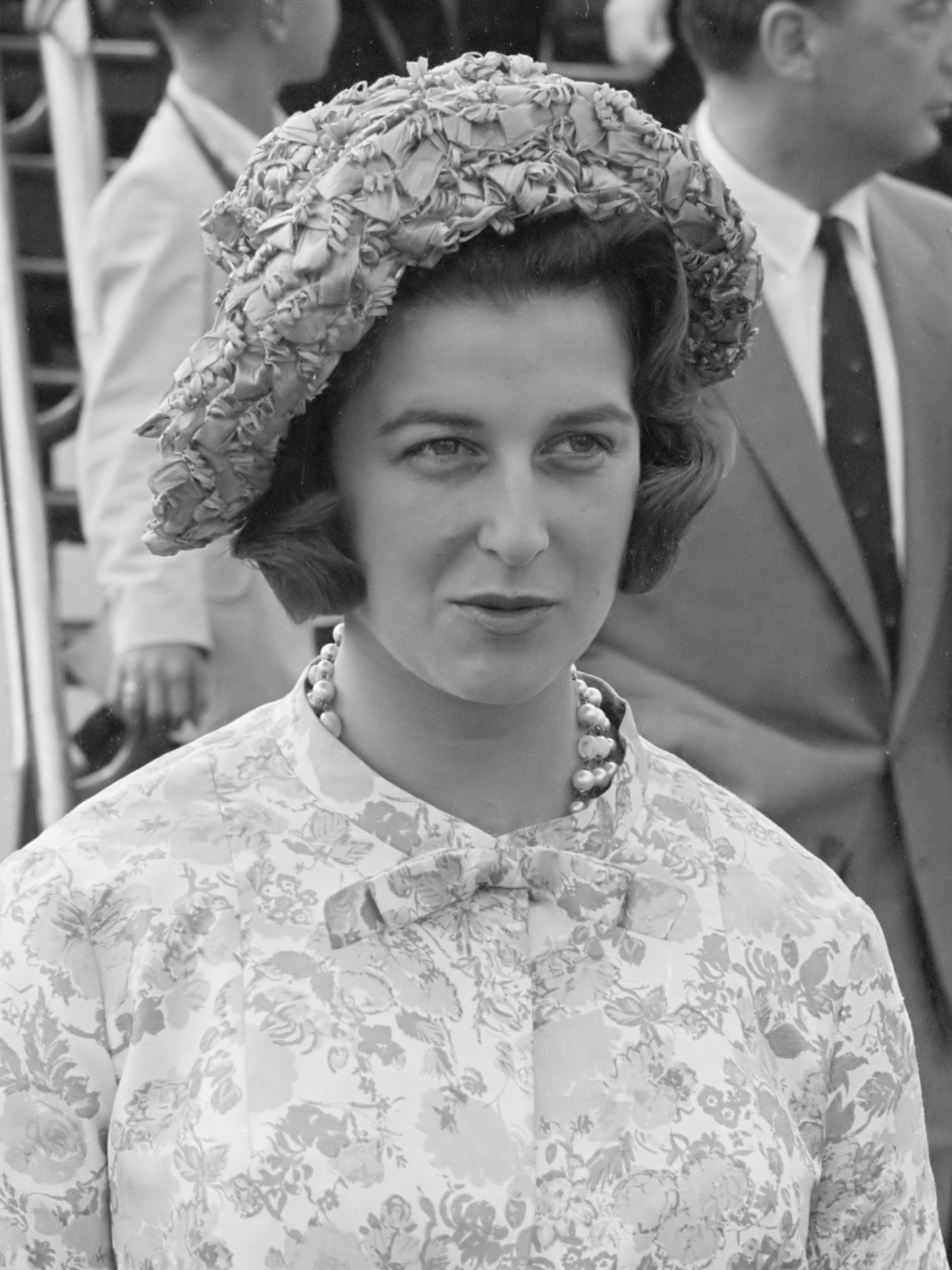
Alexandra Ogilvy (* 1936)

- Ogilvy, Andrew James (* 1988), australisch-irischer Basketballspieler
- Ogilvy, Angus (1928–2004), britischer Adeliger, Mitglied der britischen Königsfamilie
- Ogilvy, David (1911–1999), britischer WerbetexterDavid Ogilvy (1911–1999)

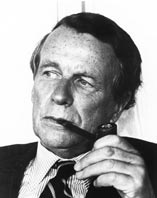
David Ogilvy (1911–1999)

- Ogilvy, David 8. Earl of Airlie (1926–2023), schottischer Adliger, Politiker und Landbesitzer
- Ogilvy, Geoff (* 1977), australischer Golfer
- Ogilvy, Georg Benedikt von (1651–1710), königlich-polnischer und kurfürstlich-sächsischer Generalfeldmarschall
- Ogilvy, Hermann Carl von (1679–1751), kaiserlicher Generalfeldmarschall
- Ogilvy, Ian (* 1943), britischer Schauspieler
- Ogilvy, James, 1. Lord Ogilvy of Airlie († 1504), schottischer Adliger und Diplomat
- Ogilvy, James, 4. Earl of Findlater (1663–1730), schottischer Politiker und Lordkanzler von Schottland
- Ogilvy, James, 5. Earl of Findlater († 1764), schottischer Politiker und Lordkanzler von Schottland
- Ogilvy, James, 7. Earl of Findlater (1750–1811), schottischer Peer
- Ogilvy, Mabell, Countess of Airlie (1866–1956), britische Adlige, Schriftstellerin und Hofdame der Queen Mary
- Ogilvy, William, 8. Lord Banff († 1803), schottischer Adliger und Offizier
- Ōgimachi (1517–1593), 106. Tennō von Japan
- Ogimura, Ichirō (1932–1994), japanischer Tischtennisspieler
- Ogino, Anna (* 1956), japanische Schriftstellerin
- Ogino, Ginko (1851–1913), japanische Ärztin
- Ogino, Kōta (* 1997), japanischer Fußballspieler
- Ogino, Kyūsaku (1882–1975), japanischer Gynäkologe
- Ogino, Motonobu (* 2002), japanischer Fußballspieler
- Ogińska, Aleksandra (1730–1798), polnische Magnatin
- Ogiński, Andrzej Ignacy (1740–1787), polnischer Politiker, Militär, Diplomat und Schriftsteller
- Ogiński, Grzegorz Antoni (1654–1709), polnisch-litauischer Hetman und General-Gouverneur des Herzogtums Samogitien
- Oginski, Kathrin (1926–2009), deutsche Schauspielerin
- Ogiński, Michał Kazimierz (1731–1799), polnisch-litauischer Graf, Künstler
- Ogiński, Michał Kleofas (1765–1833), polnischer Komponist, Politiker und DiplomatMichał Kleofas Ogiński (1765–1833)

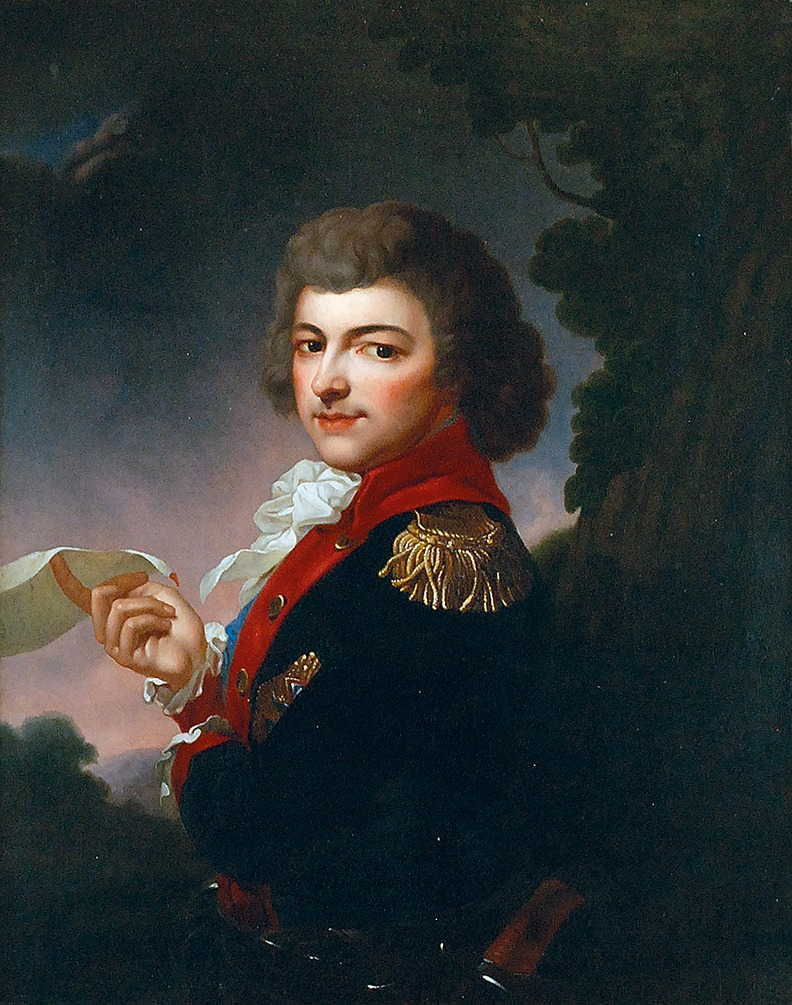
Michał Kleofas Ogiński (1765–1833)

- Ogio, Michael (1942–2017), papua-neuguineischer Politiker
- Ogisu, Takanori (1901–1986), japanischer Maler
- Ogita, Hiroki (* 1987), japanischer Stabhochspringer
- Ogiwara, Kenji (* 1969), japanischer Nordischer Kombinierer und Politiker
- Ogiwara, Rokuzan (1879–1910), japanischer Bildhauer
- Ogiwara, Seisensui (1884–1976), japanischer Dichter
- Ogiwara, Shigehide (1658–1713), japanischer Beamter des Shogunats
- Ogiwara, Takuya (* 1999), japanischer Fußballspieler
- Ogiwara, Tsugiharu (* 1969), japanischer Nordischer Kombinierer

### Ogl
- Oğlago, Sabahattin (* 1984), türkischer Skilangläufer
- Oğlakcıoğlu, Mustafa Temmuz (* 1985), deutscher Jurist und Autor
- Ogle, Alexander (1766–1832), US-amerikanischer Politiker
- Ogle, Andrew Jackson (1822–1852), US-amerikanischer Politiker
- Ogle, Benjamin (1749–1809), US-amerikanischer Politiker
- Ogle, Chaloner (1681–1750), britischer Admiral der Royal Navy
- Ogle, Charles (1798–1841), US-amerikanischer Politiker
- Ogle, Charles (1865–1940), US-amerikanischer Schauspieler
- Ogle, Robert, 1. Baron Ogle (1406–1469), englischer Adliger
- Ogle, Samuel († 1752), Gouverneur der Province of Maryland
- Ogles, Andy (* 1971), US-amerikanischer PolitikerAndy Ogles (* 1971)

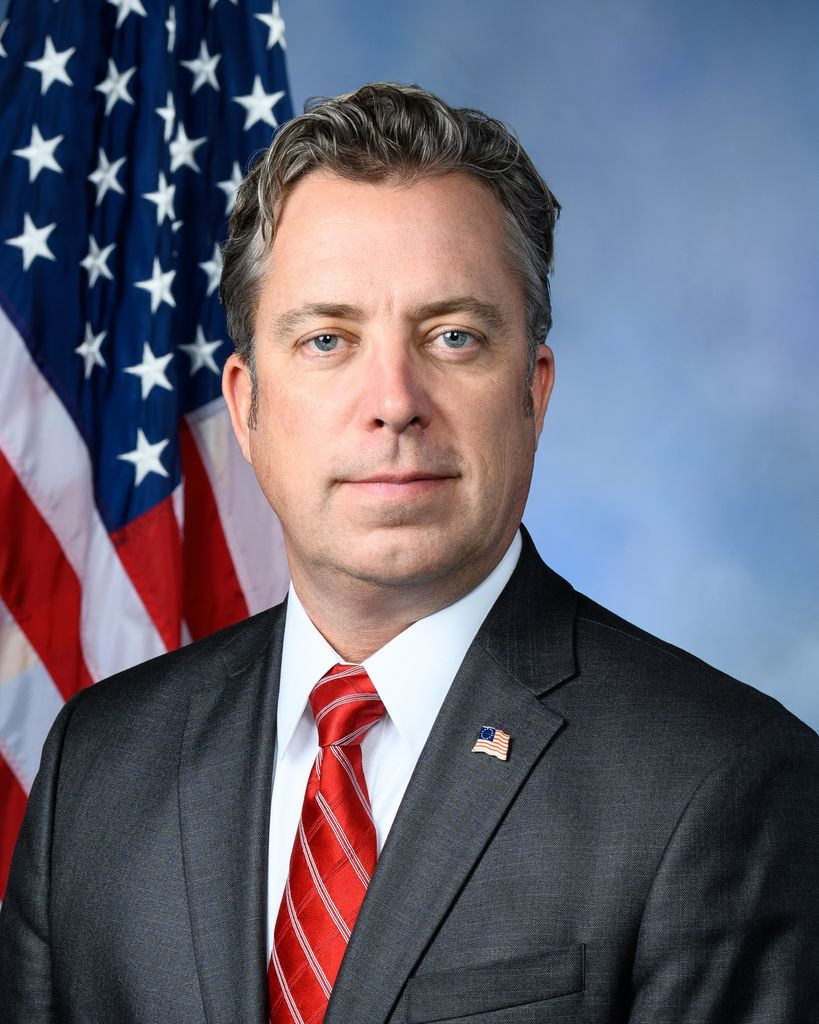
Andy Ogles (* 1971)

- Oglesby, Carl (1935–2011), US-amerikanischer politischer Aktivist und Autor
- Oglesby, John G. (1878–1938), US-amerikanischer Politiker
- Oglesby, Richard James (1824–1899), US-amerikanischer Politiker
- Oglesby, Tamsin (* 1965), britische Theaterschriftstellerin
- Oglesby, Woodson R. (1867–1955), US-amerikanischer Jurist und Politiker
- Oglethorpe, James (1696–1785), britischer General, PhilanthropJames Oglethorpe (1696–1785)

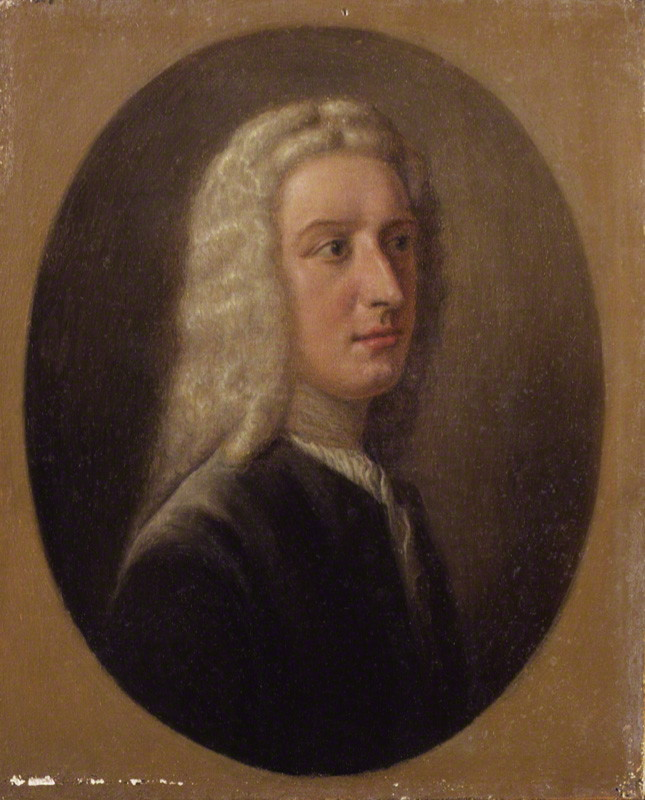
James Oglethorpe (1696–1785)

- Ogletree, Alec (* 1991), US-amerikanischer American-Football-Spieler
- Ogletree, Charlie (* 1967), US-amerikanischer Segler
- Oglevee, John F (1840–1903), US-amerikanischer Jurist, Offizier und Politiker
- Ogley, Alan (* 1946), englischer Fußballtorhüter
- Ogliari, Donato (* 1956), italienischer römisch-katholischer Ordensgeistlicher, Abt der Abtei Sankt Paul vor den Mauern
- Öglin, Erhart, deutscher Drucker
- Ogloblin, Dmitri Igorewitsch (* 1956), sowjetischer Eisschnellläufer

### Ogm
- Ögmundur Jónasson (* 1948), isländischer Politiker (Links-Grüne Bewegung) und Gesundheitsminister Islands
- Ögmundur Kristinsson (* 1989), isländischer Fußballtorhüter

### Ogn
- Ogna, Giuseppe (1933–2010), italienischer Bahnradsportler
- Ogñénovich, Emilio (1923–2011), argentinischer Geistlicher, römisch-katholischer Erzbischof
- Ognio, Geminio (1917–1990), italienischer Wasserballspieler
- Ognjanović, Radivoje (* 1933), jugoslawischer Fußballspieler und -trainer
- Ognjanow, Marijan (* 1988), bulgarischer Fußballspieler
- Ognjanow-Risor, Ljubomir (1910–1987), bulgarischer Germanist und Übersetzer
- Ognjenović, Maja (* 1984), serbische Volleyballspielerin
- Ognjenović, Mirjana (* 1953), italienisch-kroatische Handballspielerin
- Ognjenović, Perica (* 1977), serbischer Fußballspieler
- Ognjenović, Svetlana (* 1981), serbische Handballspielerin
- Ognjenović, Vida (* 1941), serbische Regisseurin, Autorin, Hochschullehrerin, Politikerin und Diplomatin
- Ognjow, Nikolai (1888–1938), sowjetischer Schriftsteller
- Ognjow, Sergei Iwanowitsch (1886–1951), sowjetischer Mammaloge

### Ogo
- Ōgo, Suzuka (* 1993), japanische Schauspielerin
- Ogoegbunam, Amaka (* 1990), nigerianische Hürdenläuferin und Sprinterin
- Ogogo, Anthony (* 1988), englischer Boxer
- Ogonkow, Michail Pawlowitsch (1932–1979), sowjetischer Fußballspieler
- Ogonowski, John (1951–2001), US-amerikanischer Pilot
- Ogórek, Magdalena (* 1979), polnische Historikerin und Politikerin
- Ogorek, Markus (* 1974), deutscher Jurist und Hochschullehrer
- Ogorek, Regina (* 1944), deutsche Rechtswissenschaftlerin und Hochschullehrerin
- Ogorkiewicz, Richard (1926–2019), polnisch-britischer Ingenieur
- O’Gorman, Áine (* 1989), irische Fußballspielerin
- O’Gorman, Cecil Crawford (1873–1943), mexikanischer Künstler irischer Herkunft
- O’Gorman, Colm (* 1966), irischer Politiker und Opferhilfe-Vertreter
- O’Gorman, Dean (* 1976), neuseeländischer SchauspielerDean O’Gorman (* 1976)

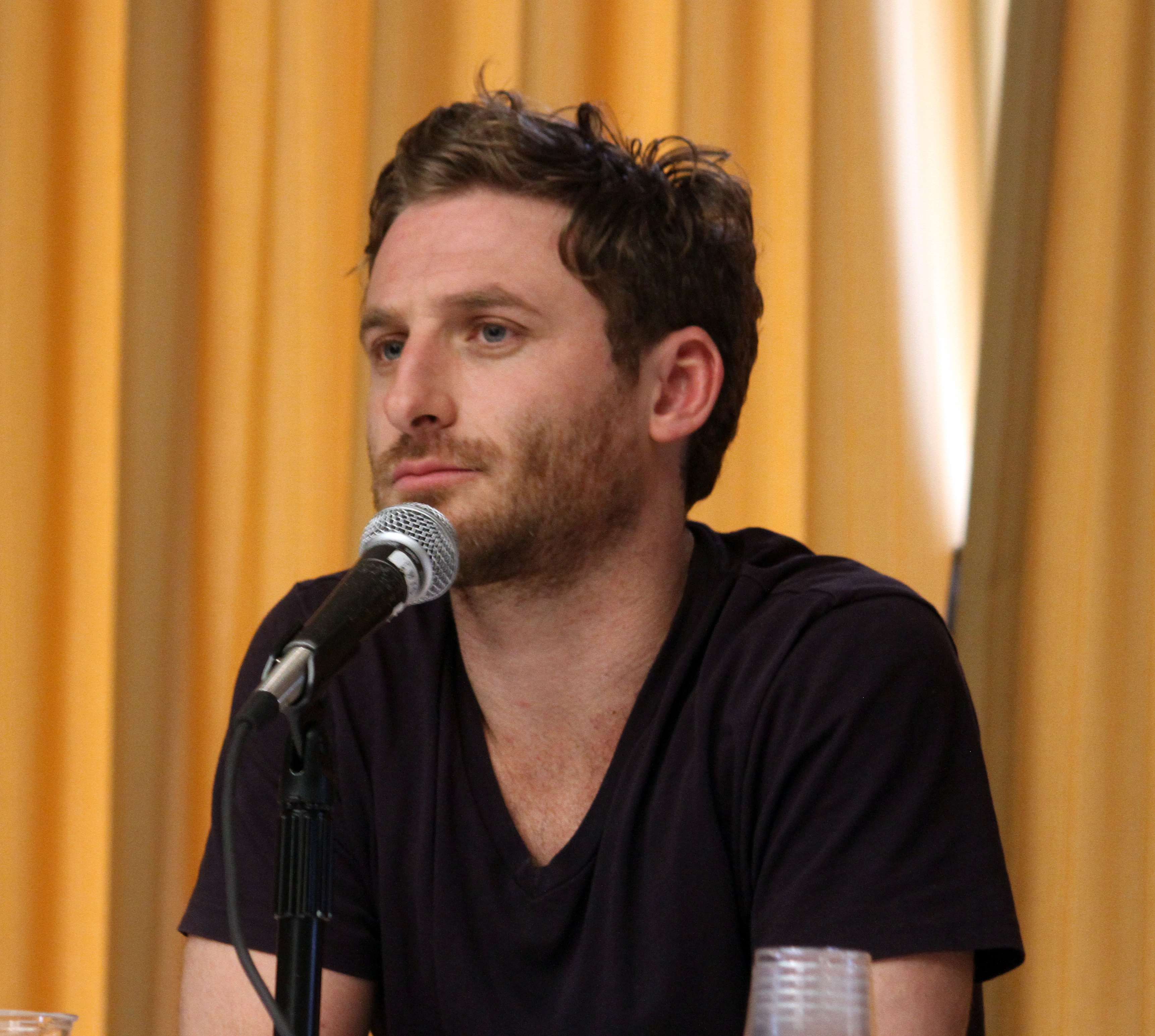
Dean O’Gorman (* 1976)

- O’Gorman, Edmundo (1906–1995), mexikanischer Schriftsteller, Historiker und Philosoph irischer Herkunft
- O’Gorman, Grant (* 1993), kanadischer Beachvolleyballspieler
- O’Gorman, James Aloysius (1860–1943), US-amerikanischer Jurist und Politiker (Demokratische Partei)
- O’Gorman, Juan (1905–1982), mexikanischer Architekt und Maler
- O’Gorman, Roderic (* 1981), irischer Politiker und Minister
- Ogorodnikow, Alexander, belarussischer Skispringer
- Ogorodnikow, Andrei (* 1982), kasachischer Eishockeyspieler
- Ogorodnikow, Sergei Sergejewitsch (1986–2018), russischer Eishockeyspieler
- Ogorodov, Oleg (* 1972), usbekischer Tennisspieler
- Ogorzow, Paul (1912–1941), deutscher Serienmörder
- Ogot, Bethwell Allan (1929–2025), kenianischer Akademiker und Schriftsteller
- Ogot, Grace (1930–2015), kenianische Schriftstellerin und Diplomatin
- Ogoudjobi, Jean Moloise (* 1985), beninischer Taekwondoin
- Ogoudjobi, Stanislas (* 1977), beninischer Taekwondoin
- Ogounbiyi, Mouri (* 1982), beninischer Fußballspieler
- Ogouz, Philippe (1939–2019), französischer Schauspieler und Synchronsprecher

### Ogr
- O’Grady, Bernard Cyril (* 1931), australischer Geistlicher, emeritierter Bischof von Gizo
- O’Grady, Brittany (* 1996), US-amerikanische Schauspielerin und SängerinBrittany O’Grady (* 1996)

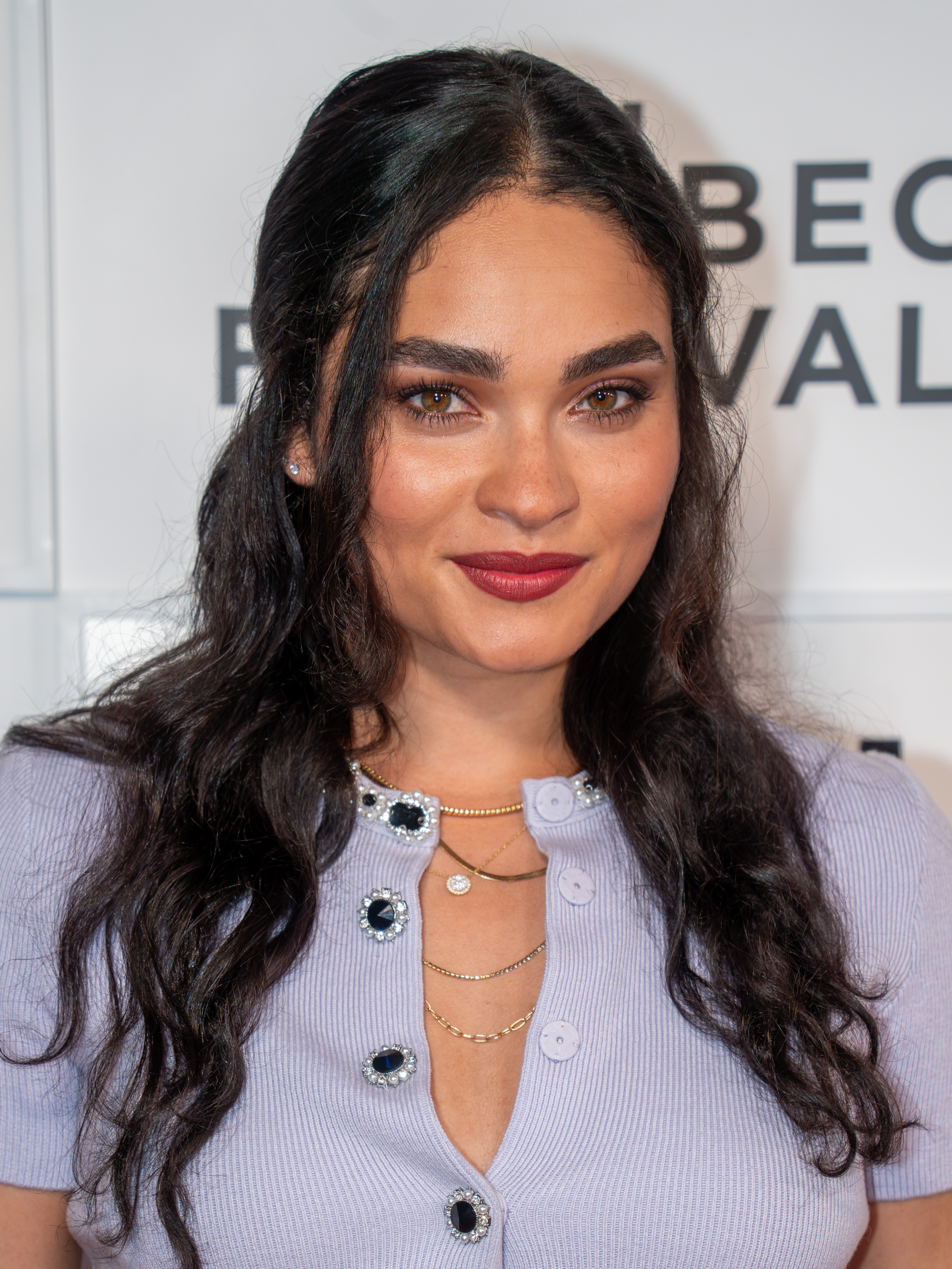
Brittany O’Grady (* 1996)

- O’Grady, Ciaran, irischer Schauspieler, Stuntman und Stunt Coordinator
- O’Grady, Diane (* 1967), kanadische Ruderin
- O’Grady, Frances (* 1959), Generalsekretärin des britischen Trades Union Congress (TUC)
- O’Grady, Gabriella (* 1997), australische Leichtathletin
- O’Grady, Gail (* 1963), US-amerikanische SchauspielerinGail O’Grady (* 1963)

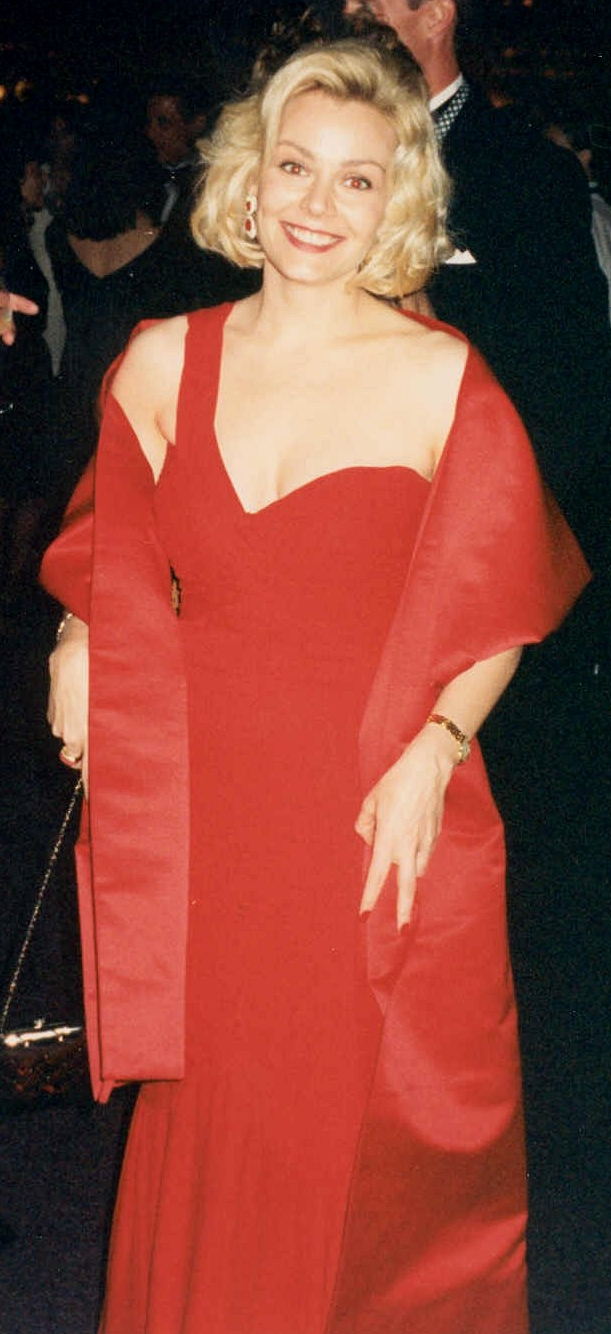
Gail O’Grady (* 1963)

- O’Grady, George (1892–1974), kanadischer Eishockeyspieler
- O’Grady, James (1866–1934), britischer Gewerkschafter und Politiker, Gouverneur der Falklandinseln und von Tasmanien
- O’Grady, James M. E. (1863–1928), US-amerikanischer Politiker
- O’Grady, Michael (* 1942), englischer Fußballspieler
- O’Grady, Oliver (* 1946), irischer katholischer Priester
- O’Grady, Paul (1955–2023), britischer Schauspieler, Fernsehmoderator und Komiker
- O’Grady, Scott (* 1965), US-amerikanischer Air Force-Pilot
- O’Grady, Seán (1889–1966), irischer Politiker, Teachta Dála, Mitglied des Seanad Éireann
- O’Grady, Sean (* 1959), US-amerikanischer Boxer im Leichtgewicht und Normalausleger
- O’Grady, Stuart (* 1973), australischer Radrennfahrer
- Ograjenšek, Ken (* 1991), slowenischer Eishockeyspieler
- Oğrak, Tekin (* 1994), türkischer Fußballspieler
- Ogrăzeanu, Andreea (* 1990), rumänische Sprinterin
- Ogren, Robert E. (1922–2005), US-amerikanischer Zoologe
- Ogren, Scott (* 1965), US-amerikanischer Freestyle-Skisportler
- Öğrenci, Pınar (* 1973), türkische Künstlerin, Filmemacherin und Dozentin
- Öğreten, Tunca, türkischer Journalist
- Öğretmenoğlu, Mustafa (* 1978), türkischer Fußballschiedsrichter
- Ogrezeanu, Anny (* 2001), deutsch-rumänische/r Sänger/in
- Øgrim, Tron (1947–2007), norwegischer Journalist, Autor und Politiker
- Ogrinc, Alexander (* 1968), deutscher Fußballspieler und -trainer
- Ogrinec, Sandi (* 1998), slowenischer Fußballspieler
- Ogrintschuk, Alexei Leonidowitsch (* 1978), russischer Oboist
- Ogris, Alfred (* 1941), österreichischer Historiker und Archivar
- Ogris, Andreas (* 1964), österreichischer FußballspielerAndreas Ogris (* 1964)

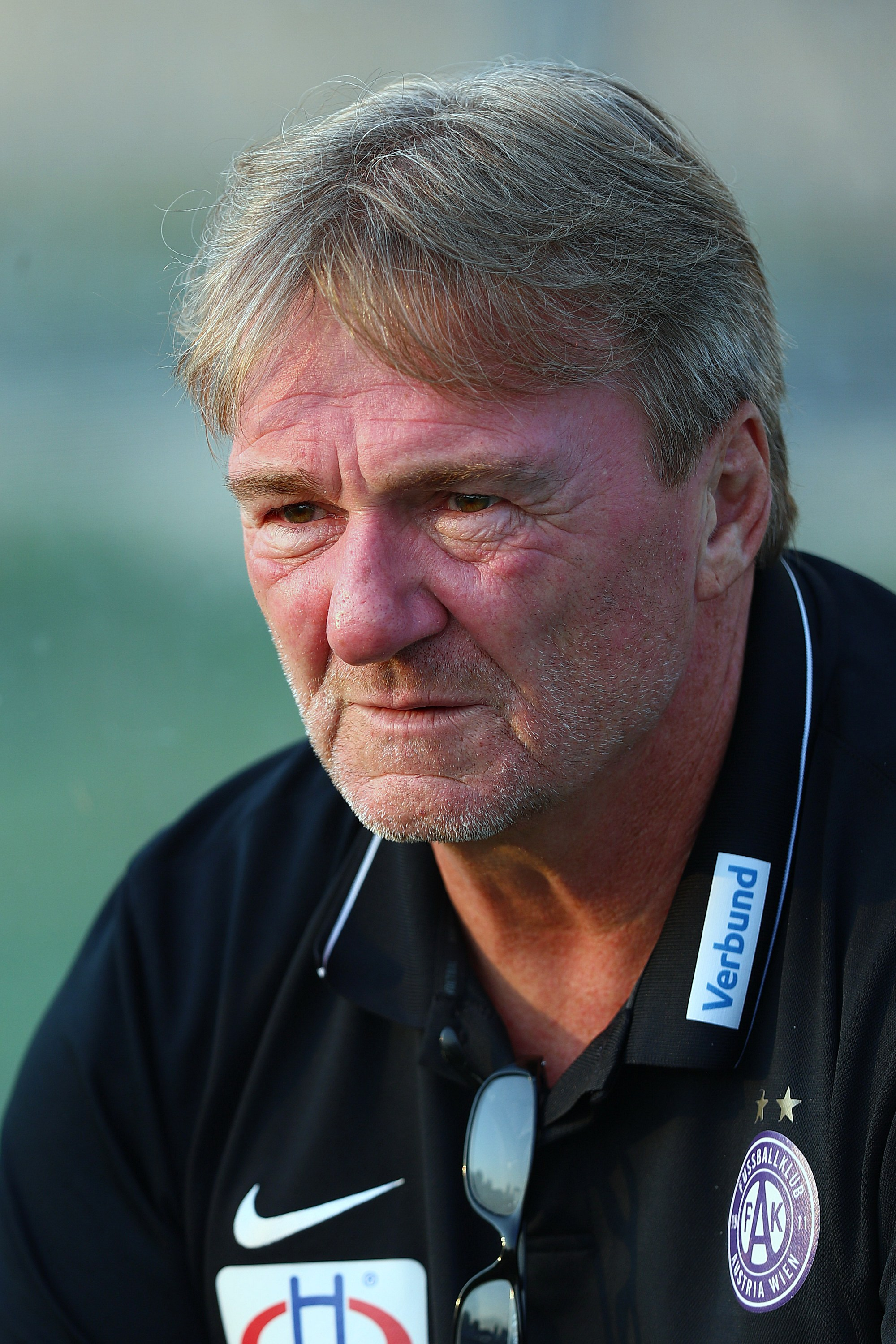
Andreas Ogris (* 1964)

- Ogris, Ernst (1967–2017), österreichischer Fußball-Nationalspieler
- Ogris, Günther (* 1960), österreichischer Sozialwissenschaftler
- Ogris, Harald (1933–2025), österreichischer Wasserbauingenieur, Hochschullehrer und Politiker (SPÖ), Mitglied des Bundesrates
- Ogris, Janko (1898–1981), österreichischer Politiker (KSS), Landtagsabgeordneter
- Ogris, Tomaž (* 1946), kärntnerslowenischer Kulturaktivist
- Ogris, Werner (1935–2015), österreichischer Rechtshistoriker
- Ogrissek, Rudi (1926–1999), deutscher Historiker, Geodät, Kartograf
- Ogrizović, Pavle (* 1990), serbischer Eishockeyspieler
- Ogrizovic, Steve (* 1957), englischer Fußballtorwart
- Ogrodnick, John (* 1959), kanadischer Eishockeyspieler
- Ogrodnik, Dawid (* 1986), polnischer Film- und TheaterschauspielerDawid Ogrodnik (* 1986)

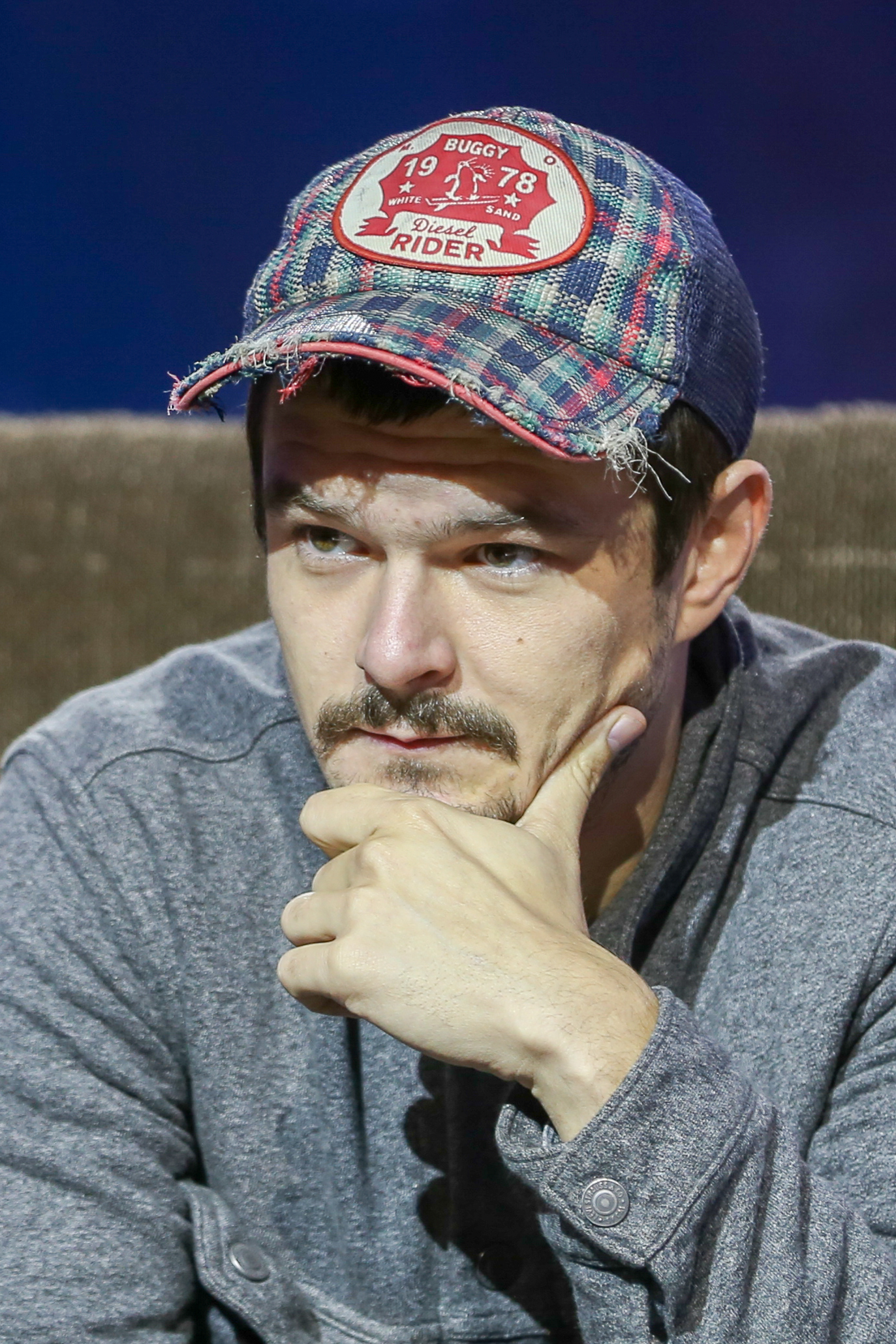
Dawid Ogrodnik (* 1986)

- Ogrodníková, Nikola (* 1990), tschechische Speerwerferin
- Ogrodzki, Jacek Bartłomiej (1711–1780), polnischer Politiker, Diplomat und Schriftsteller

### Ogs
- Ogston, Alexander George (1911–1996), englischer Biochemiker
- Ogston, Tammy (* 1970), australische Fußballschiedsrichterin

### Ogu
- Ogu, John (* 1988), nigerianischer Fußballspieler
- Oguchi, Takahisa (* 1979), japanischer Rennrodler
- Oguchi, Takako (* 1984), japanische Skeletonpilotin
- Oguibe, Olu (* 1964), nigerianischer Konzeptkünstler, Dichter, Kunstkritiker
- Oguki-Atakpah, Bernard (1919–1977), togoischer römisch-katholischer Geistlicher und Bischof von Atakpamé
- Ogulnius Gallus, Quintus, römischer Politiker und Konsul
- Oguma, Hideo (1901–1940), japanischer Dichter
- Oguma, Shōji (* 1951), japanischer Boxer im Fliegengewicht
- Ogün, Buddy (* 1984), deutscher Komödiant und Alleinunterhalter
- Ogun, Donatus Aihmiosion (* 1966), nigerianischer Ordensgeistlicher, römisch-katholischer Bischof von Uromi
- Öğün, Pınar (* 1984), türkische Schauspielerin
- Ogunbiyi, Damilola, nigerianische Energieexpertin und UN-Diplomatin
- Ogunbowale, Arike (* 1997), nigerianisch-US-amerikanische Basketballspielerin
- Ogundana, Funmilola (1980–2013), nigerianische Sprinterin
- Ogundeji, Adetokunbo (* 1998), US-amerikanischer American-Football-Spieler
- Ogundeji, Dotun (* 1996), nigerianischer Kugelstoßer
- Ogundiran, Blessing (* 1999), nigerianische Sprinterin
- Ogungbure, Adebowale (* 1981), nigerianischer Fußballspieler
- Oguni, Yukinori (* 1988), japanischer Boxer
- Ogunjimi, Marvin (* 1987), belgischer Fußballspieler und -trainer
- Ogunjobi, Larry (* 1994), US-amerikanischer American-Football-Spieler
- Ogunkoya, Falilat (* 1968), nigerianische Sprinterin
- Ogunkoya, Seun (* 1977), nigerianischer Sprinter
- Ogunlewe, Seye (* 1991), nigerianischer Sprinter
- Ogunleye, Yemisi (* 1998), deutsche LeichtathletinYemisi Ogunleye (* 1998)

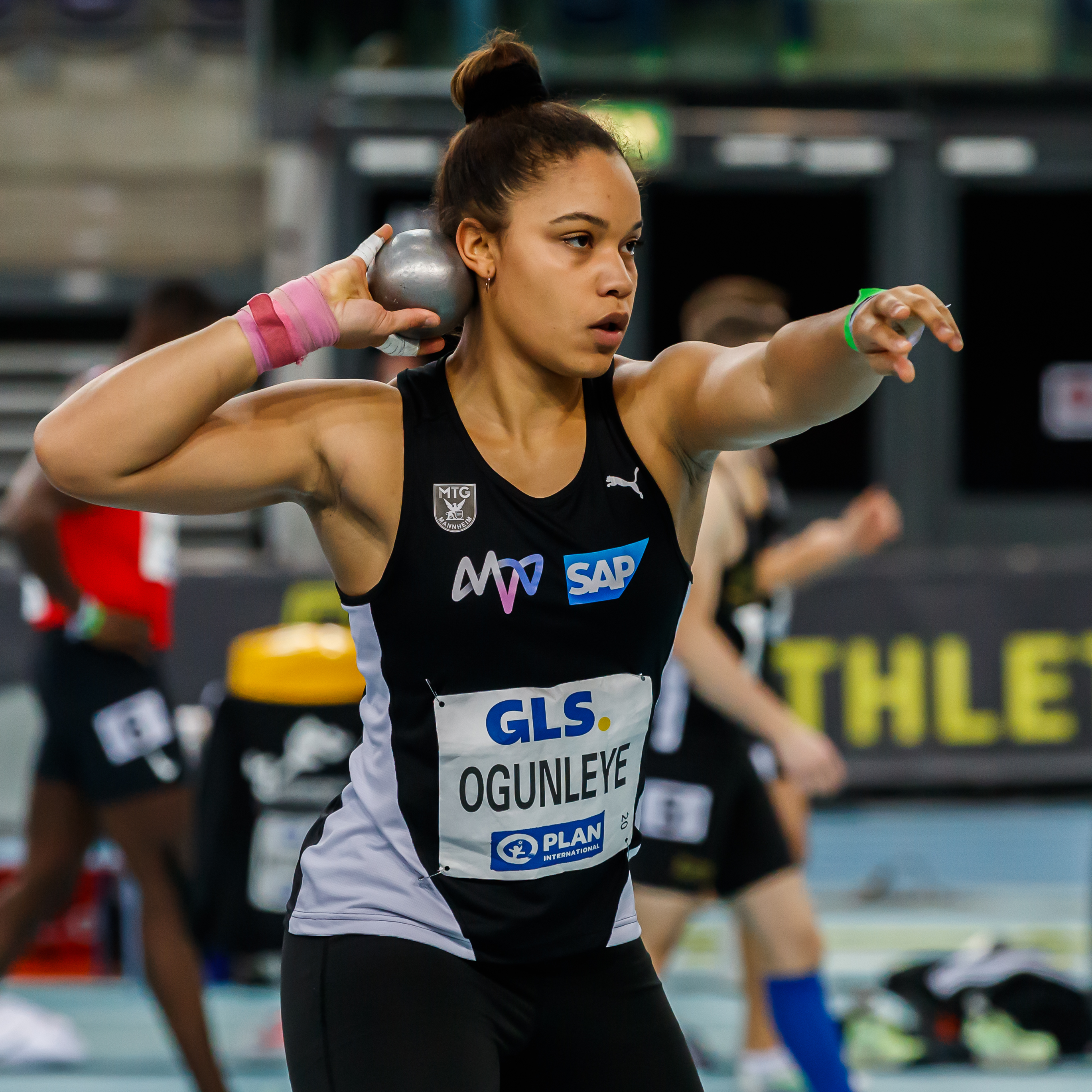
Yemisi Ogunleye (* 1998)

- Ogunmakinju, Omolara (* 1993), nigerianische Sprinterin
- Ogunmokun, Brittany (* 1990), nigerianische Sprinterin
- Ogunmola, Tobi (* 1992), nigerianischer Sprinter
- Ogunode, Femi (* 1991), katarischer Sprinter nigerianischer Herkunft
- Ogunode, Tosin (* 1994), katarischer Sprinter
- Ogunrinde, Temi (* 1996), nigerianische Hammerwerferin
- Ogunrinde, Thomas, nigerianisch-deutscher Tischtennisspieler
- Ogunsipe, Marvin (* 1996), österreichisch-deutscher Basketballspieler
- Ogunsoto, Patrick (* 1983), nigerianischer Fußballspieler
- Oguntoye, Katharina (* 1959), afrodeutsche Schriftstellerin, Historikerin, Aktivistin und Dichterin
- Ogunyemi, Wale (1939–2001), bedeutende Persönlichkeit in der nigerianischen Theaterszene
- Öğür, Burak (* 1989), türkischer Fußballtorhüter
- Oğur, Erkan (* 1954), türkischer Gitarrist und Lautenist
- Ogura, Ai (* 2001), japanischer MotorradrennfahrerAi Ogura (* 2001)

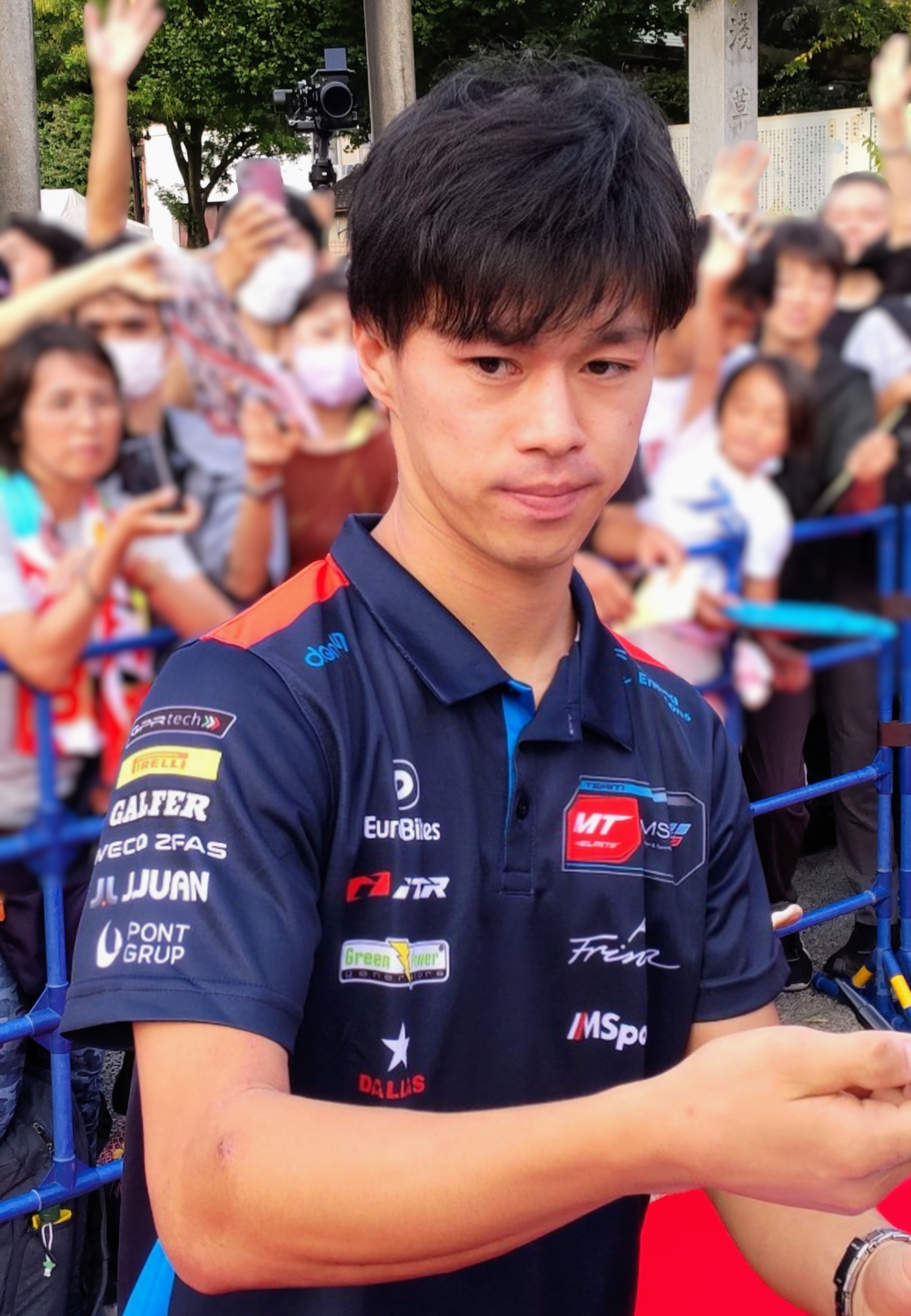
Ai Ogura (* 2001)

- Ogura, Hinata (* 2001), japanischer Fußballspieler
- Ogura, Kenji (* 1995), japanischer Speerwerfer
- Ogura, Kinnosuke (1885–1962), japanischer Mathematiker und Mathematikhistoriker
- Ogura, Kumiko (* 1983), japanische Badmintonspielerin
- Ogura, Masatsune (1875–1961), japanischer Geschäftsmann und Politiker
- Ogura, Rō (1916–1990), japanischer Komponist und Verfasser
- Ogura, Shimpei (1882–1944), japanischer Linguist mit dem Schwerpunkt Koreanisch
- Ogura, Shōhei (* 1985), japanischer Fußballspieler
- Ogura, Takafumi (* 1973), japanischer Fußballspieler
- Ogura, Tetsuya (* 1970), japanischer Fußballspieler
- Ogura, Tsuneyoshi (1924–2007), japanischer Karatemeister
- Ogura, Tsutomu (* 1966), japanischer Fußballspieler
- Ogura, Yuki (1895–2000), japanische Malerin
- Ogura, Yūko (* 1983), japanisches Model
- Ogurejewa, Galina Nikolajewna (* 1935), sowjetische bzw. russische Biogeographin, Geobotanikerin und Hochschullehrerin
- Ogureschnikow, Sergei (* 1977), kasachischer Eishockeytorwart
- Oguri, japanischer Tänzer und Choreograph
- Oguri, Fuyō (1875–1926), japanischer Schriftsteller
- Ōguri, Hiroshi (1918–1982), japanischer Komponist und Hornist
- Ōguri, Hiroshi (* 1962), japanischer Physiker
- Oguri, Kōhei (* 1945), japanischer Filmregisseur
- Oguri, Mushitarō (1901–1946), japanischer Schriftsteller
- Oguri, Shun (* 1982), japanischer SchauspielerShun Oguri (* 1982)

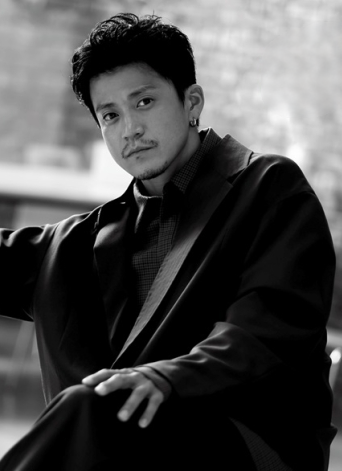
Shun Oguri (* 1982)

- Oguri, Tadamasa (1827–1868), japanischer Beamter des Tokugawa-Shogunats
- Ōguro, Masashi (* 1980), japanischer Fußballspieler
- Ōgushi, Chikako (* 1979), japanische Marathonläuferin
- Ōgushi, Shōhei (* 2002), japanischer Fußballspieler
- Ogust, Harold (1917–1978), amerikanischer Bridge-Spieler
- Öğüt, Ahmet (* 1981), türkischer Konzeptkünstler und Dozent
- Öğüt, İnci (* 1999), türkische Tennisspielerin
- Ogutsch, Fabian († 1922), Chasan
- Oğuz, Ahmet (* 1993), türkischer Fußballspieler
- Oğuz, Mehmet (1949–2022), türkischer Fußballspieler

### Ogw
- Ogwang, Lawrence (* 1932), ugandischer Weit- und Dreispringer
- Ogwaro, Betty, südsudanesische Politikerin
- Ogwu, Joy (* 1946), nigerianische Ministerin und Diplomatin
- Ogwumike, Chiney (* 1992), US-amerikanische Basketballspielerin
- Ogwumike, Nneka (* 1990), US-amerikanische Basketballspielerin
- Ogwyn, Joby (* 1974), US-amerikanischer Bergsteiger und Wingsuit-Springer.

### Ogy
- Ogyū, Sakurako, japanische Jazzmusikerin
- Ogyū, Sorai (1666–1728), japanischer neokonfuzianischer Philosoph